# Oravská Jasenica
Oravská Jasenica (bis 1949 slowakisch „Jasenica“; deutsch Jasenitz, ungarisch Jaszenica) ist eine Gemeinde im Norden der Slowakei mit 1992 Einwohnern (Stand 31. Dezember 2024) und gehört zum Okres Námestovo, einem Kreis des Žilinský kraj.

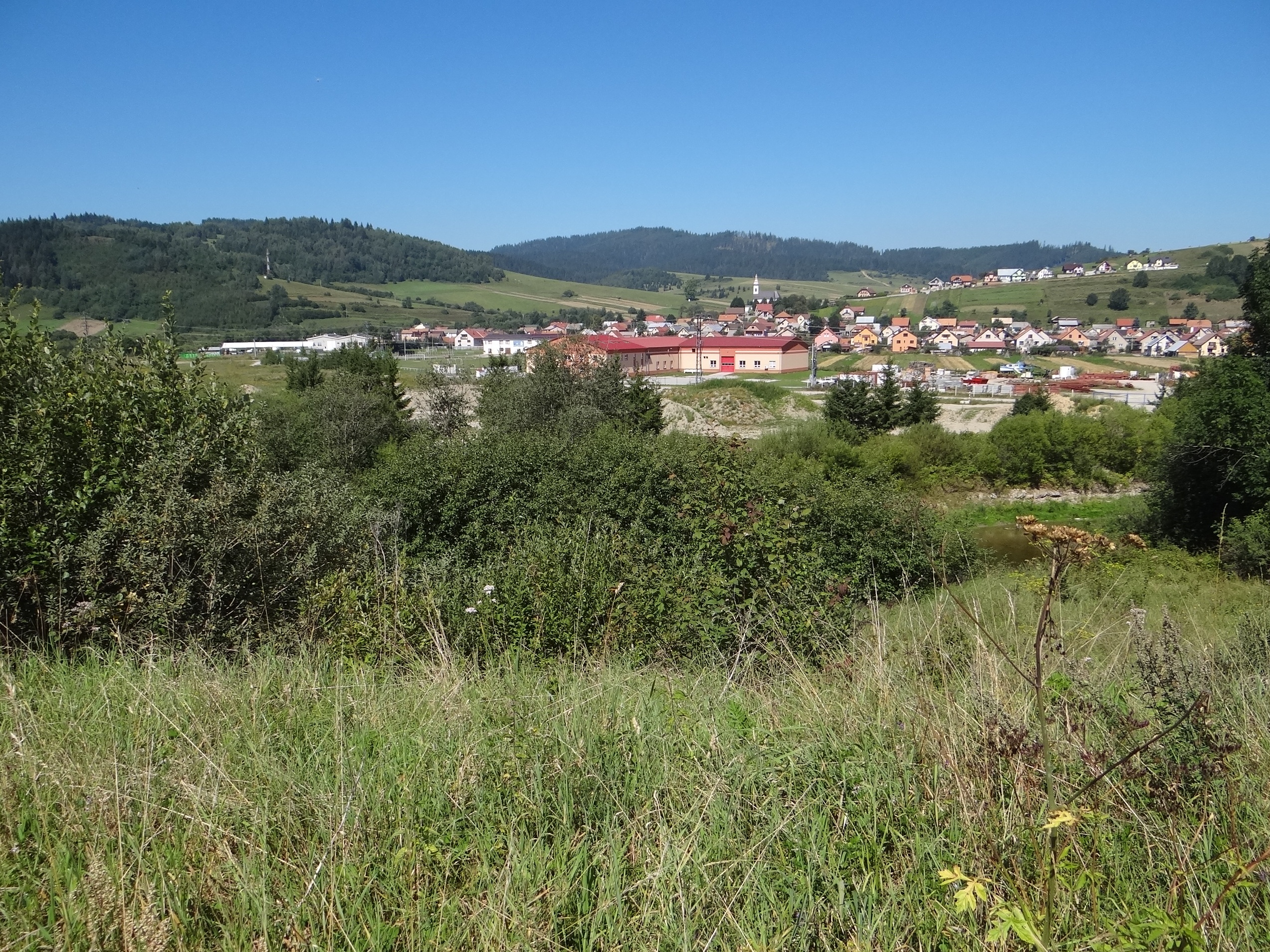

## Geographie
Die Gemeinde liegt im Becken Oravská kotlina beim Zusammenfluss der Veselianka mit der Biela Orava, kurz vor der Mündung in den Orava-Stausee. In der Umgebung erheben sich die Gebirgen Podbeskydská vrchovina sowie Oravská Magura. Das Ortszentrum liegt auf einer Höhe von 630 m n.m. und ist vier Kilometer von Námestovo sowie 17 Kilometer von Tvrdošín gelegen.

## Bevölkerung
| Jahr                | 1994 | 2004     | 2014     | 2024     |
| ------------------- | ---- | -------- | -------- | -------- |
| Anzahl der Personen | 1412 | 1575     | 1789     | 1992     |
| Unterschied         |      | +11,54 % | +13,58 % | +11,34 % |

| Jahr                | 2023 | 2024    |
| ------------------- | ---- | ------- |
| Anzahl der Personen | 1973 | 1992    |
| Unterschied         |      | +0,96 % |

## Geschichte
Oravská Jasenica entstand im 16. Jahrhundert durch wallachische Kolonisierung auf dem Herrschaftsgebiet der Arwaburg und wurde zum ersten Mal 1588 schriftlich erwähnt. Die Bevölkerung beschäftigte sich mit Leinenweberei, Handel mit Leinen und Landwirtschaft. In der Pest von 1739 bis 1742 kamen 335 Menschen ums Leben; nur 30 Einwohner überlebten. Somit musste das Dorf durch Umsiedlung aus Nachbarorte wieder besiedelt werden. 1828 sind 116 Häuser und 1039 Einwohner verzeichnet.
In einem Brand im Jahr 1957 brannte ein Großteil des Dorfes nieder, sodass heute nur sehr wenige Holzhäuser vorhanden sind.

## Bevölkerung
Ergebnisse nach der Volkszählung 2001 (1499 Einwohner):
| Nach Ethnie: - 99,53 % Slowaken - 0,20 % Tschechen - 0,13 % Polen | Nach Religion: - 98,60 % römisch-katholisch - 0,80 % keine Angabe - 0,47 % konfessionslos |

## Bauwerke
- römisch-katholische Kirche von 1882

## Persönlichkeiten
- Martin Hamuljak (1789–1859), slowakischer Nationalerwecker